# Resolució 764 del Consell de Seguretat de les Nacions Unides
La Resolució 764 del Consell de Seguretat de les Nacions Unides, fou adoptada per unanimitat el 13 de juliol de 1992. Després de reafirmar les resolucions anteriors del Consell sobre el tema, el Consell va prendre nota de les violacions de l'acord relatiu a l'Aeroport Internacional de Sarajevo, que establia un corredor de seguretat i exigia la retirada de sistemes d'armes antiaeri, i va decidir autoritzar un desplegament addicional del personal de la Força de Protecció de les Nacions Unides. Augmentaria la grandària de la Força a dos batallons d'infanteria.
El Consell va aprovar l'informe del Secretari General Boutros Boutros-Ghali sobre l'aplicació de les resolucions 757 (1992), 757 (1992) i 761 (1992). El personal addicional facilitarà el lliurament de l'ajuda humanitària i la seguretat i el funcionament de l'aeroport de Sarajevo.
Igual que amb les resolucions anteriors, la Resolució 764 va demanar a totes les parts que s'adhereixin a l'acord d'alto el foc del 5 de juny de 1992, per posar fi a l'activitat hostil a Bòsnia i Hercegovina, encomanar encara més a la Força i exigir la seva cooperació i internacional organitzacions presents al país de totes les parts. També va instar a totes les parts interessades a iniciar negociacions per trobar una solució política, que cooperés amb els esforços de la Comunitat Europea i el suport de l'Organització per a la Seguretat i la Cooperació a Europa.
El Tribunal Penal Internacional per a l'antiga Iugoslàvia es va basar en la Resolució 764, que va declarar que les persones que van cometre violacions del dret internacional humanitari i les Convencions de Ginebra serien responsables.